# Johannes Goddaeus (Rechtswissenschaftler, † 1632)

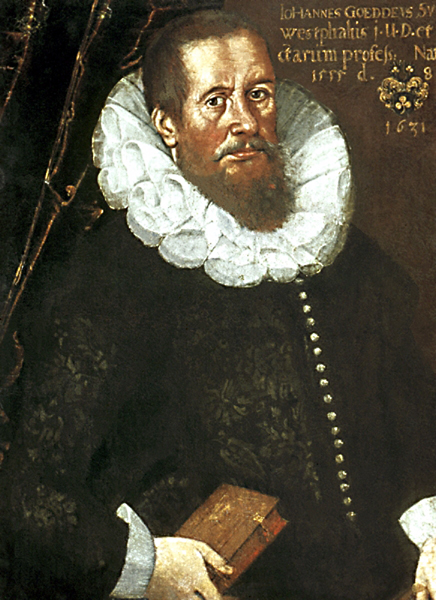
Johannes Goeddaeus

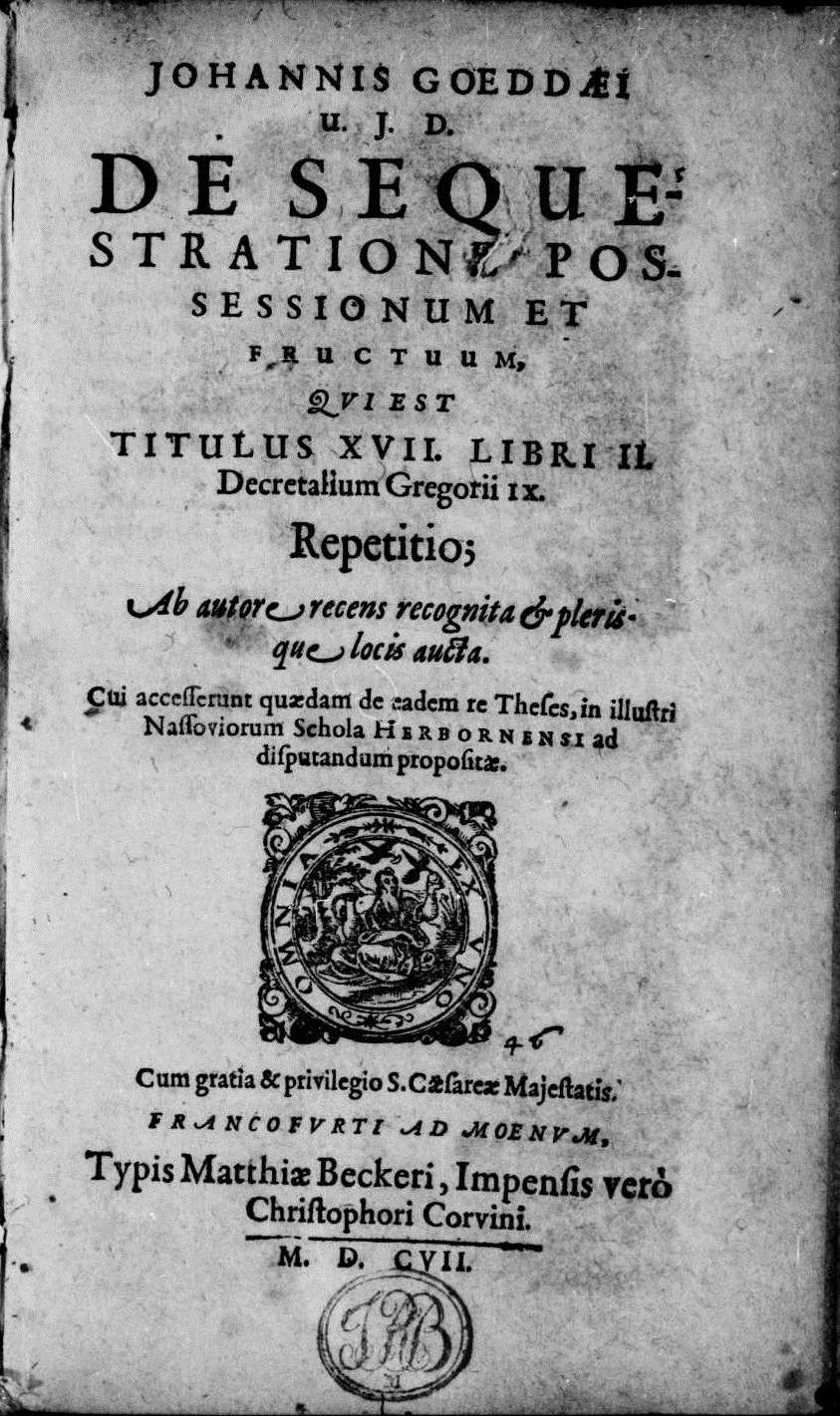
De sequestratione possessionum et fructuum, 1607

Johannes Goddaeus (auch Goeddaeus, geboren als Johann Gödde) (* 7. Dezember 1555 in Schwerte; † 5. Januar 1632 in Marburg) war Professor der Rechte und Rektor der Universität in Marburg, Hessen.

## Leben

### Jugendjahre
Johann Gödde wurde in eine wohlhabende Kaufmannsfamilie geboren, und sein Vater Heinrich Gödde war zeitweise Bürgermeister von Schwerte. Seine Mutter war Elisabeth Becker, Tochter eines Schwerter Ratsherren. Johann war das fünfte von sechs Kindern des Paares, aber das erste, das das Kleinkindalter überlebte. Obwohl für ihn ursprünglich der Eintritt ins väterliche Geschäft vorgesehen war, zeigte er früh sein schulisches Talent und seine Eltern ließen ihn ab 1568 die Dortmunder Schule besuchen, wo er insbesondere lateinisch, griechisch und vor allem hebräisch lernte. 1570 wechselte er nach Deventer, wo er seine Studien aber bereits nach einem Jahr auf Grund der kriegerischen Umstände abbrechen musste. Nach kurzem Aufenthalt in Schwerte nahm er seine Studien in Dortmund wieder auf. Von 1576 bis 1578 war er als Gouverneur und Privatlehrer des Sohns des Landvogts Friedrich von der Mark in Dortmund angestellt.

### Studium
1578 schrieb er sich in der Marburger Universität ein, wo er Philosophie, aber vor allem Theologie zu studieren beabsichtigte. Die zu dieser Zeit ausgetragenen schweren Streitigkeiten unter den Theologen waren ihm jedoch so zuwider, dass er sich stattdessen der Rechtswissenschaft zuwandte. Schon 1582 – inzwischen hatte er seinen Namen zu „Goddaeus“ latinisiert – erhielt er die Erlaubnis, selbst Vorlesungen zu den Institutionen des römischen Rechts zu halten. Am 29. April 1585 promovierte er zum „Doctor iuris utriusque“ (Doktor beider Rechte). Danach ging er zum Reichskammergericht nach Speyer, um das dortige Prozessverfahren kennenzulernen. Eine Berufung zum Professor der Rechte in Heidelberg wurde von Gegnern verhindert, und er kehrte 1586 nach Marburg als Privatdozent zurück. Im folgenden Jahre wählte ihn der Rat der Stadt Schwerte zum Bürgermeister, aber er lehnte das Amt ab, um sich weiterhin seiner akademischen Laufbahn zu widmen.

### Hohe Schule Herborn und Universität Marburg
Am 21. Juli 1588 wurde er als ordentlicher Professor der Rechte an die Academia Nassauensis (Hohe Schule) in Herborn berufen. Dort erwarb er sich den Ruf eines hervorragenden Lehrers. 1592 wurde er außerdem Gräflich-Nassauischer Rat. 1593 wurde er Rektor der Hohen Schule Herborn. Einen in der Folge erhaltenen Ruf als Professor der Rechte nach Frankfurt (Oder) nahm er nicht an, aber dem am 27. April 1594 erhaltenen Ruf als ordentlicher Professor der Institutionen nach Marburg folgte er im Juli 1594. 1605 war er Rektor der Universität Marburg. Er blieb bis zu seinem Lebensende in Marburg, obwohl er eine Anzahl Angebote erhielt, andere Stellen anzutreten – u. a. als Professor in Heidelberg, Helmstedt und Franeker, als Stadtsyndicus in Bremen, als Vizekanzler in Kassel, und noch 1626 als königlich dänischer Rat in Kopenhagen.

### Richterliche und Politische Berufungen
Zusätzlich zu seinen akademischen Tätigkeiten war er auch im Rechtswesen und der Politik der Landgrafschaft aktiv, da er auf Grund seiner profunden Rechtskenntnisse vielfach mit derartigen Aufgaben betraut wurde. Schon 1595 wurde er Assessor am Samthofgericht Marburg und Landgräflich-Hessischer Rat. Die Universität bestimmte ihn zu ihrem Deputierten auf Landtagen in Kassel, Marburg und Treysa. Er war Mitglied der Kommission, die 1604/05 den Marburger Successionsstreit schlichten sollte. 1611 wurde er zum Assessor des Konsistoriums in Marburg ernannt. Sein Ansehen war so hoch, dass er im Jahre 1624, als Marburg vorübergehend an Hessen-Darmstadt fiel und die Universität von 1625 bis 1649 mit der Ludwigsuniversität in Gießen vereinigt wurde, einer der nur vier von 13 Marburger Professoren war, die vom Darmstädter Landgrafen in ihren Ämtern übernommen wurden.

### Krankheit und Tod
Ab 1623 litt Goddaeus immer häufiger unter apoplektischen Anfällen. Mit zunehmendem Alter vermehrten sie sich so sehr, dass er ab 1630 fast alle Tätigkeiten außerhalb seines Hauses aufgeben musste. Er starb am 5. Januar 1632.

## Werke
Außer seiner Inaugural-Dissertation veröffentlichte er 24 weitere selbständige juristische Schriften, von denen mehrere verschiedene Auflagen erlebten. Eine Sammlung seiner einzelnen gehaltenen Disputationen (insgesamt 61) wurde ebenfalls publiziert wie auch eine Sammlung seiner Gutachten und Rechtsaussprüche.
- De sequestratione possessionum et fructuum. Matthäus Becker, Frankfurt am Main 1607 (Latein, beic.it).

## Ehe und Nachkommen
Er heiratete in Herborn am 25. April 1586 Catharina Salfeld, Tochter des Johann Salfeld, Rentmeister zu Marburg, und dessen Frau Elisabeth. Der Ehe entsprossen folgende Kinder, alle in Marburg geboren:
- Elisabeth (* um 1587)
- Valentin (* um 1590)
- Rebekka (* 1592)
- Margarethe (* um 1594)
- Hermann (* um 1596)
- Johann Heinrich (* um 1598)
- Johannes (* 1601, † 1657)

Der Rechtswissenschaftler Johannes Goeddaeus (1651–1719) war sein Enkel.